# Alm. Brand af 1792
|  | Sammenskrivningsforslag Artiklen Alm. Brand af 1792 er foreslået føjet ind i Alm. Brand. (Siden maj 2024) Diskutér forslaget |

Alm. Brand af 1792 f.m.b.a. er en dansk forening, der har til formål at videreføre Alm. Brand som finansiel virksomhed igennem ejerskab af aktier i Alm. Brand. Medlemmer af foreningen er forsikringstagere i de selskaber i Alm. Brand koncernen, der indtegner skadesforsikringer (Alm. Brand, Codan, Privatsikring og Erhvervssikring).
I 2023 ejede Alm. Brand af 1792 f.m.b.a. 46,7 % af aktiekapitalen i Alm. Brand. I 2002 blev alle skadesforsikringsaktiviteter solgt til datterselskabet Alm. Brand Forsikring A/S. Alm. Brand af 1792 blev samtidig omdannet fra et gensidigt forsikringsselskab (G/S) til foreningen Alm. Brand af 1792 fmba.